# Lenin Pérez Rivera
Evaristo Lenin Pérez Rivera (Ciudad de México, 28 de octubre de 1966) es un político mexicano, miembro del partido Unidad Democrática de Coahuila en el ámbito estatal; ha sido en dos ocasiones presidente municipal de Ciudad Acuña, Coahuila. Dos veces Diputado Local y Diputado Federal por el Primer Distrito en la LXIV Legislatura de la Cámara de Diputados del Congreso de la Unión.

## Biografía
Lenin Pérez Rivera es hijo de Evaristo Pérez Arreola líder político y sindical de la región norte de Coahuila, quien fue presidente municipal de Acuña de 1991 a 1993, postulado por el entonces Partido Auténtico de la Revolución Mexicana. Es abogado egresado de la Universidad Autónoma del Noreste, con maestría en Administración Pública por el Instituto Nacional de Administración Pública (INAP), también es Notario Público y fue integrante del Servicio Exterior Mexicano, ocupando la jefatura de Protección Consular en el Consulado de México en Del Río, Texas.
Inició su carrera política como líder del partido local Unidad Democrática de Coahuila, que lo postuló a diputado al Congreso de Coahuila, siendo electo para el periodo de 2003 a 2005.
Ha sido dos veces Presidente Municipal de Acuña y dos veces Diputado Local en el H. Congreso del Estado de Coahuila de Zaragoza, y Diputado Federal por el Primer Distrito en la LXIV Legislatura de la Cámara de Diputados del Congreso de la Unión.
Dejó el cargo en 2016 al ser postulado candidato de UDC a gobernador del estado, sin embargo declinó su candidatura al aliarse con el candidato del PAN al mismo cargo, Guillermo Anaya Llamas.
En 2018 fue postulado y electo candidato a diputado federal por el Distrito 1 de Coahuila por la coalición Por México al Frente a la LXIV Legislatura. Forma parte de la bancada del Partido Acción Nacional.
Nuevamente volvió al partido UDC aliándose con el Partido Verde Ecologista de México para competir en las elecciones estatales de Coahuila de 2023, compitiendo con el PAN, partido que lo llevó dos veces a la alcaldía y a diputado. Esta vez, el PAN aliado con el PRI, a quien años atrás Pérez derrotó.
El 27 de mayo de 2023, el Partido Verde anunció que el partido declinaría a favor del candidato de Morena, Armando Guadiana, sin embargo Lenin Pérez declaró que él no declinará y seguirá con su campaña.